# Wiener Johann Strauss Orchester
Das Wiener Johann Strauss Orchester ist ein österreichisches Orchester. Es widmet sich der Darbietung orchestraler Unterhaltungsmusik Wiener Provenienz, namentlich den Kompositionen der Strauss-Dynastie.

## Geschichte
Das Orchester existiert in seiner heutigen Form seit 1966 und geht letztlich auf die 1846 von Johann Strauß Vater gegründete Strauss-Kapelle zurück. Wiener Musiker des Kleinen Rundfunkorchesters des ORF bildeten den Grundstock des 1966 gegründeten Orchesters. Das Ensemble besteht in der Regel aus 42 Musikern, wie es auch im 19. Jahrhundert üblich war.
Bereits 1966 fand unter der Leitung von Eduard Strauss II eine Tournee durch die Vereinigten Staaten und Kanada statt. Nach Eduard Strauss’ Tod übernahm 1969 Willi Boskovsky die Leitung, mit dessen Aera eine internationale Tourneetätigkeit begann. Nach Boskovsky spielte das Orchester unter der Leitung von Kurt Wöss, Walter Goldschmidt, Alfred Eschwé (seit 1983),  Wladimir Fedosejew, Franz Bauer-Theussl, Martin Sieghart, Ola Rudner und seit 2008 insbesondere Johannes Wildner.
Seit 1981 konzertiert das Ensemble im Wiener Musikverein und hat dort seit 1999 einen Konzertzyklus. Das Orchester absolvierte seit 1966 zahlreiche internationale Tourneen und Konzertreisen in Europa, Nord-, Süd-. und Mittelamerika, Russland und Asien. Dabei trat in bedeutenden Konzerthäusern wie unter anderem der Elbphilharmonie, der Philharmonie am Gasteig, im Brucknerhaus Linz und der Suntory Hall in Tokio sowie bei Festivals wie dem Rheingau Musik Festival oder dem Gstaad Menuhin Festival auf.
Es liegt eine umfangreiche Diskografie vor.

## Dirigenten seit 1966
(Quelle:)
- Eduard Strauss II
- Willi Boskovsky
- Walter Goldschmidt
- Kurt Wöss
- Franz Bauer-Theussl
- Martin Sieghart
- Ola Rudner
- Alfred Eschwé
- Johannes Wildner
- Tobias Wögerer